# Кондратьев, Павел Михайлович
Па́вел Миха́йлович Кондра́тьев (14 [27] ноября 1902, Саратов — 26 апреля 1985, Ленинград) — советский художник, живописец, график.

## Биография
Отец — Михаил Кондратьев, уроженец Череповца, работал машинистом на волжских пароходах; ко времени рождения сына работал в цеху по ремонту судов и пароходов, принадлежащем Рязанско-Уральской железной дороге. Родители художника принадлежали в старообрядческой семье.
С 1912 года, после смерти отца, детство и юность провёл в Рыбинске.
В 1919—1920 годах учился в студии ИЗО Рыбинского городского Пролеткульта М. М. Щеглова и П. Т. Горбунова. Одновременно, работал счетоводом.
С 1920 по 1921 год работал хранителем в Рыбинском историко-художественном музее. Осуществляет сбор коллекционных предметов в бывших помещичьих усадьбах, находящихся вблизи Рыбинска.
В 1921 году переехал в Петроград. С осени 1921 по 1925 год учился сначала в Государственных художественно-промышленных мастерских, затем, после их переформирования, в Академии Художеств (ВХУТЕИН) у профессоров А. Е. Карева, А. И. Савинова, М. В. Матюшина. Среди его знакомых в Академии сокурсников были знакомый ему по Рыбинску Вячеслав Пакулин, Евгений Чарушин и Юрий Васнецов, окончивший Академию одновременно с Кондратьевым в 1926 году.
В 1925—1929 годах входил в члены объединения «Мастера аналитического искусства», работал под руководством П. Н. Филонова.
В 1927 г. вместе с коллективом МАИ участвовал в оформлении Дома печати в Ленинграде (бывший особняк графа Шувалова). Вместе с живописцем Яном Карловичем Лукстынь (1887—1930-е) написал живописное панно «Море и моряки». Работы этого времени: «Экспедиция Нобеля», «Стена», «Город», «В гавани» (1926—1927), «Композиция без названия» (1927), «Динамит» (1928, ГРМ), «Горное озеро» (1929), « Красный обоз» (1930), «Междуречье между Волгой и Камой» (1930) и др.
К 1932 г. Кондратьев отошёл от П. Н. Филонова, но своих отношений с ним никогда окончательно не порывал.
С конца 1920-х г. был знаком с художницей А. И. Порет, был знаком также с Д. И. Хармсом, в январе 1933 г стал адресатом одной из его эпиграмм.
В 1932 г. познакомился с учениками К. С. Малевича, его ассистентами по ГИНХУКу, — К. И. Рождественским и Л. А. Юдиным, хотя сам никогда не входил в круг Малевича. Занимался живописью (изучая принцип Сезанна и кубизм согласно обучению, существововашему в ГИНХУКе) под руководством К. Рождественского, но лишь однажды видел К. С. Малевича, отметившего в молодом художнике несомненный дар живописца.
С начала 1930-х работает в книжной иллюстрации. Первая проиллюстрированная книга : О. Ф. Берггольц. Стася во дворце. М. Л. : ГИЗ, 1930. С 1931 г. сотрудничает с детским журналом «Ёж», с 1932 г. с «Чиж».
В 1936 г. вместе с художниками К. И. Рождественским и М. Б. Казанской путешествует на Северный Кавказ, в Нальчик, и делает там серию живописных работ.
Участвовал в Великой Отечественной войне, с 1941 по 1945 г. Служил начальником маскировочной службы 8 авиабазы в составе ВВС Балтийского флота. В блокадном Ленинграде сделал серию работ (рисунки, акварели) о жизни в осаждённом городе.
В 1947-51 гг. создаёт живописную серию «Дороги войны».
С 1946 г., после войны, и до 1959 года, постоянно работает с Учебно-педагогическим издательством («Учпедгиз»). В 1953 г. ездил в трёхмесячную командировку от «Учпедгиза» на Крайний Север. Проиллюстрировал чукотский букварь. По впечатлениям от этой поездки, оставшимся на долгое время, создал циклы работ «Чукотка» (1956—1959).
В 1963—1965 г. г. принадлежал к «Старопетергофской школе», созданной В. В. Стерлиговым. После 1965 г. работал согласно основным принципам этой школы.
В 1981 г. в Ленинградском Доме писателя им. В. В. Маяковского прошла первая (и единственная прижизненная) персональная выставка работ П. М. Кондратьева, организованная художником С. Н. Спицыным и писателем С. Б. Ласкиным.
Жил в Петербурге и в Таллинне, где жила постоянно его вторая жена. Скончался 26 апреля 1985 года в Ленинграде.

## Творчество
Наиболее значительными в творчестве Кондратьева принято считать два периода: 1926—1932 гг., когда он работал под руководством П. Н. Филонова, и плодотворный период с 1962-го по 1985 г.
В 1962 г. П. М. Кондратьев был привлечён художником В. В. Стерлиговым к обсуждению его открытия — нового прибавочного элемента в искусстве 1960-х гг. — «прямо-кривой». В. В. Стерлигов, развивая теорию своего учителя К. С. Малевича о прибавочных элементах в изобразительном искусстве, в 1962 г. посвятил в своё открытие нескольких близких ему художников, в первую очередь Т. Н. Глебову и П. М. Кондратьева, и привлёк их к работе над новой формой, над созданием нового пластического пространства — сферического, криволинейного. В 1963—1965 г. г. Кондратьев входит в «Старопетергофскую школу»; кроме названных выше художников, в этот круг входили С. Н. Спицын, В. П. Волков, Г. П. Молчанова, искусствовед Е. Ф. Ковтун.
Открытие Стерлигова послужило настоящему расцвету творчества П. М. Кондратьева. Им были созданы циклы работ: «Воспоминания о Чукотке» (1964—1966); в 1960—1970-е гг.: «Снопы», «Псковская земля», «Свечи», «Катастрофы».
Завершающим, самым значительным циклом его работ стали «Сёстры милосердия» (1980-е г.г.). В них бесплотные, как ангелы, «сёстры милосердия» парят над полями войны и мира.
В отличие от других художников, связанных со «старопетергофской школой», для творчества Кондратьева характерно влияние на его работу, одновременно, и теории о прибавочном элементе, принадлежащей Малевичу, и «заложенного» в него аналитического метода Филонова. В работах Кондратьева 1960—1970-х. г.г. разрабатывается многомерное пространство с присущей ему плотной цветностью живописно-пластического образа.

«Кондратьев ценен как… деятель< искусства>, сохраняющий в памяти осколки знаний, данные нам и ему нашими учителями и передовыми художниками двадцатых и предреволюционных лет двадцатого века. Я говорю осколки, потому что учился он у многих, в зависимости от влияний. Работы его содержат все эти свойства <…> и личные трагические впечатления от жизни». Т. Н. Глебова.— 
Одной из задач, поставленных перед собой, как перед художником, П. М. Кондратьев считал изучение и утверждение русской гаммы в живописи: «Основная задача работы — духовная наполненность живописи, проблема многозначности элементов пластики, разработка проблем современного восприятия многомерных пространств, современного понимания и видения некоторых основных форм и форм-символов, поиски современной гаммы цвета, принцип его гармонизации и утверждение русской гаммы в современной живописи».
В 1963—1965 гг. художники круга «старопетергофской школы» собирались на творческие вторники; одной из обсуждаемых ими тем были русские гаммы цвета: русская иконописная и русская живописная гаммы. Они разбирали "гаммы Венецианова, Саврасова, Перова, Рябушкина, Нестерова ", делали таблицы на сочетание этих цветов, вносили эту цветность в свои работы. Путём этих исследований художниками определялась «современная русская гамма». Утверждение этой гаммы было одной из целей работы Кондратьева.
Художник считал, что идеей его творчества 1970-80 х. гг. является гностический синкретизм, учения об устройстве Вселенной.
Творчество П. М. Кондратьева, в свою очередь, повлияло на творчество ряда петербургских художников: Веры Фёдоровны Матюх(1910—2003), Владимира Васильевича Жукова (р. 1933), Леонида Анисимовича Ткаченко (р. 1927), Галины Борисовны Моисеевой (р. 1933), Валентины Петровны Поваровой (1933—2007), Людмилы Викторовны Куценко (р. 1930).
Работы художника находятся преимущественно, в собраниях ГРМ и Ярославского художественного музея, а также в собраниях ГМИ СПб, Рыбинского художественного музея, Музея изобразительных искусств республики Карелия (Петрозаводск) и в частных собраниях в России и в Германии.

## Книжная иллюстрация (избранная)
- Берггольц О. Стася во дворце: [Рассказ для детей]. М.; Л.: Гос. изд-во, 1930.
- Валов В. И. Красный партизан: [Рассказ для детей среднего возраста]. [М.]: ОГИЗ; Мол. гвардия, 1931.
- Углов Алексей <Л. К. Чуковская>. На Волге. М.; Л.: ОГИЗ; Молодая гвардия, 1931.
- Ипатов А. Парижская коммуна. М.; Л.: ОГИЗ; Молодая гвардия, 1931.
- Чиж. (Л.), 1932. № 9 (задняя обложка).
- Цауне В. Один… два… два. М.; Л.: ОГИЗ, Молодая гвардия.1932.
- Разумовский А. В. Бибармейцы. М.; Л.:ОГИЗ; Молодая гвардия, 1932.
- Всеволожский И. Семь смелых буденновцев. М.; Л.: Детиздат ЦК ВЛКСМ. 1939.
- Букварь майн’ыянвэйты / Текст: И. С. Вдовин. Л. : Учпедгиз, 1956.
- Балахонов Е., Солоникова О., Шереметьева Н. Родная песня: Учебное пособие для 1 класса / Рис. П. Кондратьева, Л. Коростышевского, Н. Носкович, В. Синани.; Обл. Н. Носкович. Л.: Учпедгиз, 1959.
- Заболоцкий Н. Змеиное яблоко: Стихи, рассказы, сказки: Книга составлена по материалам журналов «Чиж» и «Ёж» 20-30-х годов / Сост. Е. Путилова; Рис. В. Конашевича, Н. Тырсы, П. Кондратьева и др. Л.: Детская литература, 1972.